# FTX
FTX Trading Ltd., kortweg FTX (afkorting van "Futures Exchange"), was een op de Bahama's gevestigde cryptobeurs. FTX is geregistreerd in Antigua en Barbuda en heeft haar hoofdkantoor in Nassau (Bahama's). Op 11 november 2022 had de onderneming uitstel van betaling aangevraagd. Enkele dagen erna vroeg het bedrijf zijn faillissement aan.

## Geschiedenis
FTX werd in mei 2019 opgericht door de MIT-alumni Sam Bankman-Fried en Gary Wang.
In september 2021 verplaatste FTX haar hoofdkantoor van Hongkong naar de Bahama's. In oktober 2021 werd de waarde van de onderneming geschat op 25 miljard US$.
Nadat FTX in liquiditeitsproblemen was gekomen, toonde concurrent Binance in november 2022 interesse om FTX over te nemen. Na inzage in de boeken zag Binance af van de overname.
Op 11 november 2022 vroeg FTX uitstel van betaling aan. Oprichter Bankman-Fried trad af als topman. Hij werd opgevolgd door John J. Ray III. Deze kwam een week later met zijn eerste rapportage over wat hij had aangetroffen bij het bedrijf.
FTX heeft 10 miljard US$ aan klantendeposito's uitgeleend aan het gelieerde cryptobedrijf Alameda Research, dat dit geld risicovol belegde. Kort na de aankondiging van het faillissement van FTX was na verdachte transacties ruim een miljard dollar aan klantentegoeden verdwenen.
FTX is momenteel bezig met een herstructureringsproces na het faillissement eind 2022. Het bedrijf is officieel failliet verklaard en is niet meer operationeel als een actieve crypto-exchange. FTX richt zich nu op het terugbetalen van klanten en schuldeisers.